# Vicente Puchol Montis
Vicente Puchol Montis (Valencia, 16 de enero de 1915 - Madrid, 8 de mayo de 1967) fue un obispo español de la Iglesia católica.

## Biografía
Nació en Valencia, en el seno de una familia aristocrática ya que fue el hijo mayor de los Marqueses de La Bástida, María de la Concepción Montis y Moragues y José Puchol y Miquel.
Después de realizar los primeros estudios en su ciudad natal, inició los estudios en la Escuela Superior de Ingenieros de Minas de Madrid, abandonándolos a punto de terminar para ingresar en el Seminario de Valencia, ordenándose sacerdote el 1 de abril de 1945. Posteriormente se cursó Filosofía en la Universidad de Lovaina y se doctoró en la Universidad Gregoriana de Roma en Teología.
Su primer cargo fue párroco en Oliva (Valencia) siendo posteriormente rector-fundador del Seminario de Vocaciones Tardías en Salamanca. Fue catedrático de dogmática y director del seminario de Valencia en 1947, rector del Colegio Sacerdotal San Pío X de Roma entre 1952 y 1954. Asistió a la Escuela de Perfeccionamiento Pastoral, fundada por el Cardenal Herrera Oria en Maliaño (Cantabria).
Fue nombrado obispo de Santander el día 2 de julio de 1965, siendo consagrado el 15 de agosto.
Como obispo de Santander, constituyó el primer Consejo Presbiteral de la diócesis y creó la emisora Radio Popular. Dividió en dos sedes el Seminario de Monte Corbán: en las caballerizas del Palacio de La Magdalena ubicó la sección de filosofía, manteniendo la sección de teología en el edificio del seminario.
Fue miembro de la Comisión Episcopal de Misiones desde el año 1966 hasta el momento de su muerte.
Falleció el día 8 de mayo de 1967 en accidente de tráfico en la carretera de La Coruña.

| Predecesor: Eugenio Beitia Aldazábal | Obispo de Santander 1965 - 1967 | Sucesor: José María Cirarda Lachiondo |